# Phare de la Giraglia
Le phare de la Giraglia est situé sur l'île de la Giraglia, à 2 km au nord du petit port de pêche de Barcaggio, sur la commune d'Ersa en Haute-Corse. Le phare fait l’objet d’un classement au titre des monuments historiques depuis le 19 avril 2011,.
Il balise la pointe extrême du cap Corse, devant lequel passe la navigation maritime entre le Nord de la Méditerranée et la mer Tyrrhénienne.

## Historique

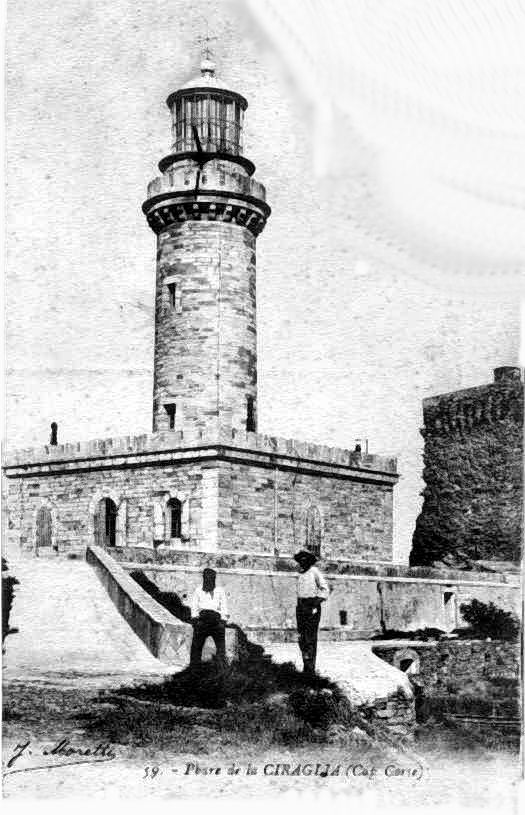
Phare de la Giraglia (carte postale de 1900).

C'est le 5e phare de premier ordre construit pour ceinturer l'île après les phares des Îles Sanguinaires au sud-ouest, de ceux de Pertusato et de la Chiappa près de Porto-Vecchio, au sud, et celui de Revellata à côté de Calvi, à l'ouest. 
La construction du phare commence en 1839. Il est bâti sur le site d'une ancienne tour génoise.

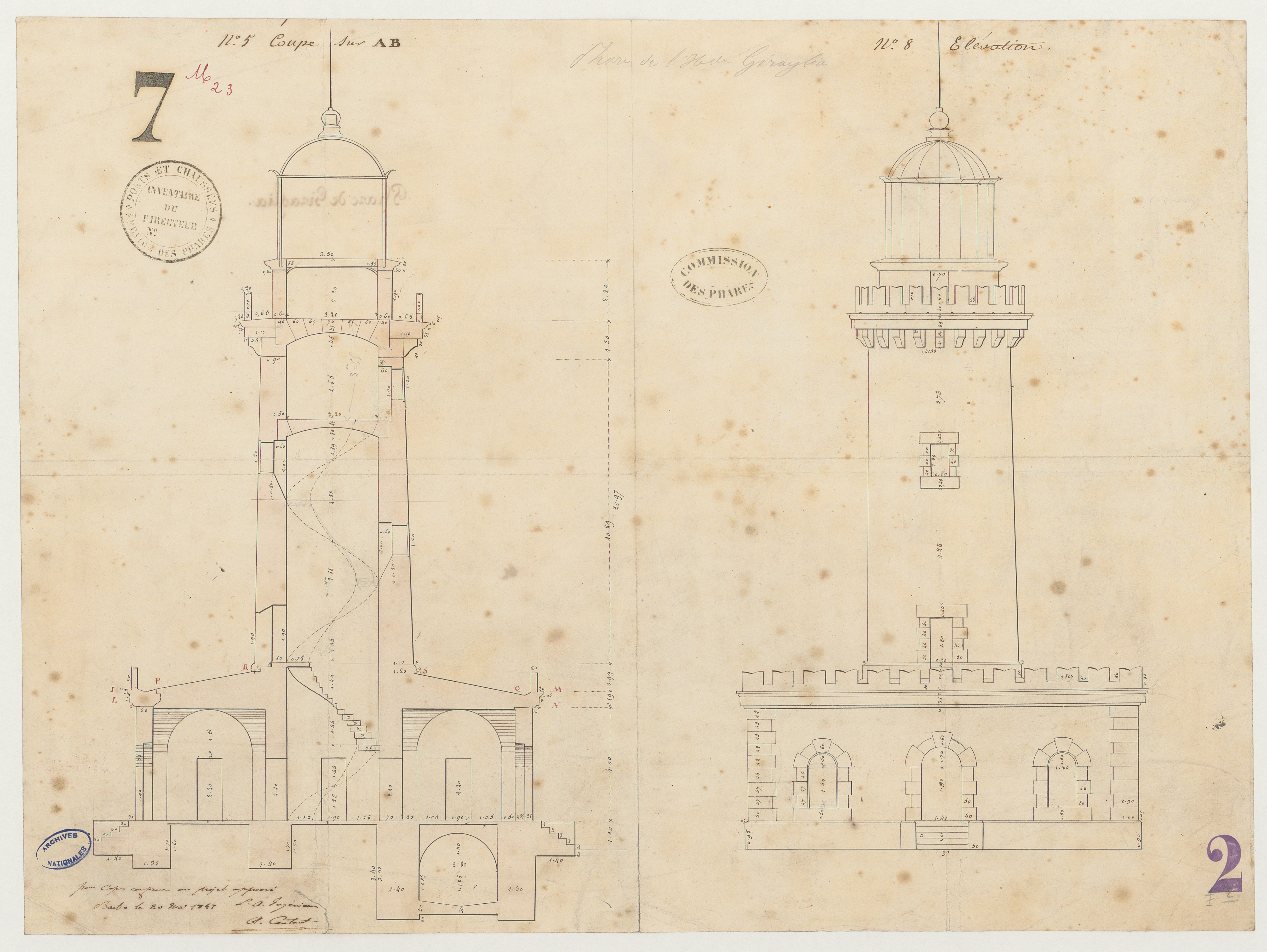
Phare de l'île de Giraglia - plan 1847

Il est allumé le 1er janvier 1848 et muni d'un feu à éclipses en 30 s. En 1904, il est doté  d'un feu à éclats toutes les 5 secondes.

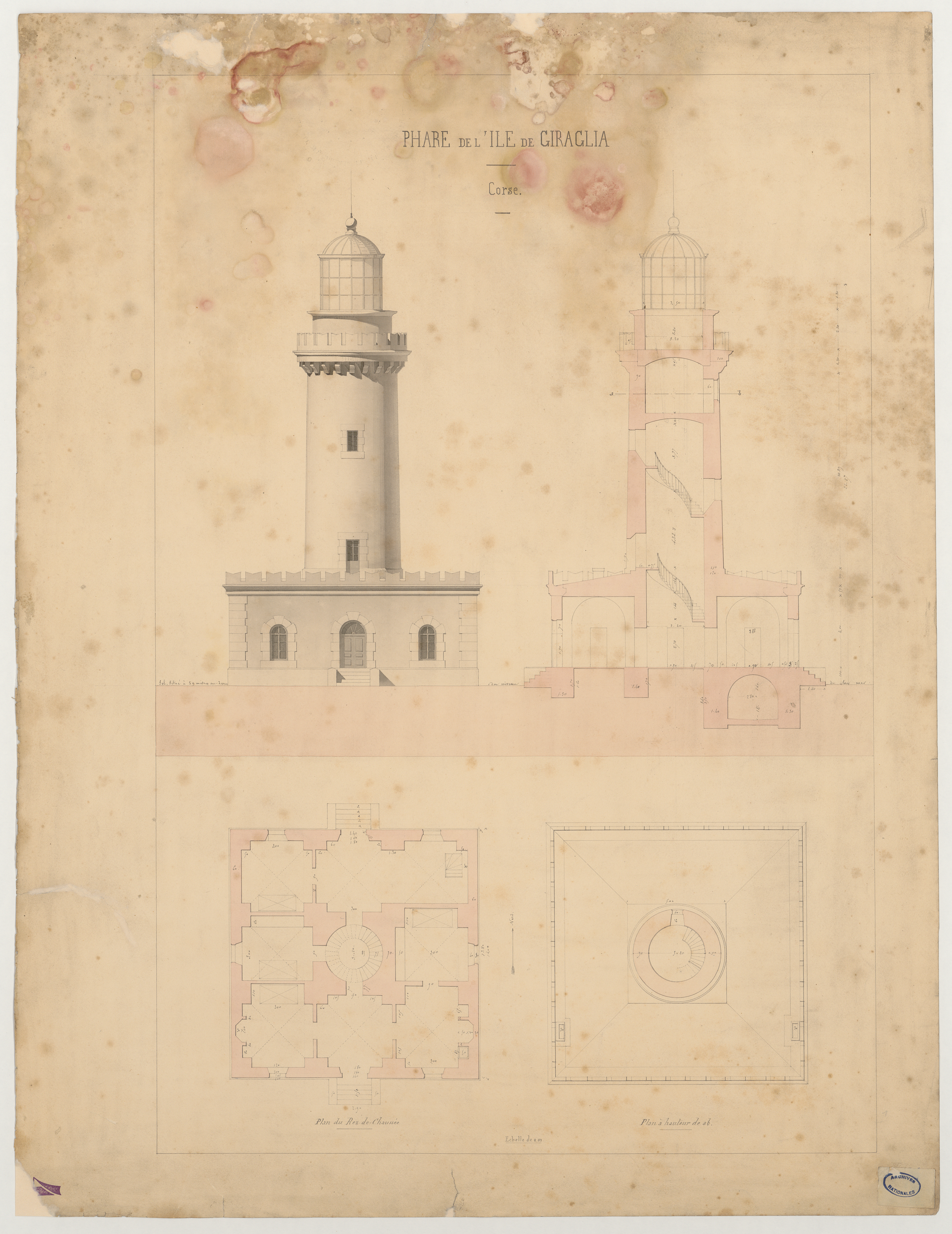
Phare de l'île de Giraglia - plan

## Phare actuel
C'est une tour cylindrique, centrée sur un soubassement rectangulaire, qui à l'origine, était en pierres apparentes avec des créneaux qui lui donnent l'allure d'un château fortifié.
Il est aujourd'hui automatisé et télécontrôlé à partir de Bastia. Il n'est pas gardé et ne se visite pas.
Placé sur un important passage migratoire, il a pour inconvénient d'éblouir maints oiseaux lors de leur migration. 

Depuis plus de vingt ans, à Barcaggio, dans les zones humides de l'embouchure de l'Acqua Tignese, du marais de Macinaggio et le maquis environnant, les ornithologues opèrent les baguages d'oiseaux afin de mieux connaître l'origine et la destination des oiseaux de passage. Ces études sont conduites simultanément dans un réseau de localités insulaires et continentales de la Méditerranée occidentale, dans le cadre du programme international " piccole isole ".